# Weidevenne (Purmerend)

De locatie van Weidevenne in Purmerend

Weidevenne is een Vinex-locatie en is de nieuwste wijk in Purmerend, gelegen ten westen van het Noordhollandsch Kanaal tegenover de wijk De Gors. De bouw van Weidevenne startte in 1996 en de eerste bewoners kwamen in 1997. De hoofdzakelijk uit laagbouw bestaande wijk heeft 19.715 inwoners (1 januari 2024).

## Voorzieningen

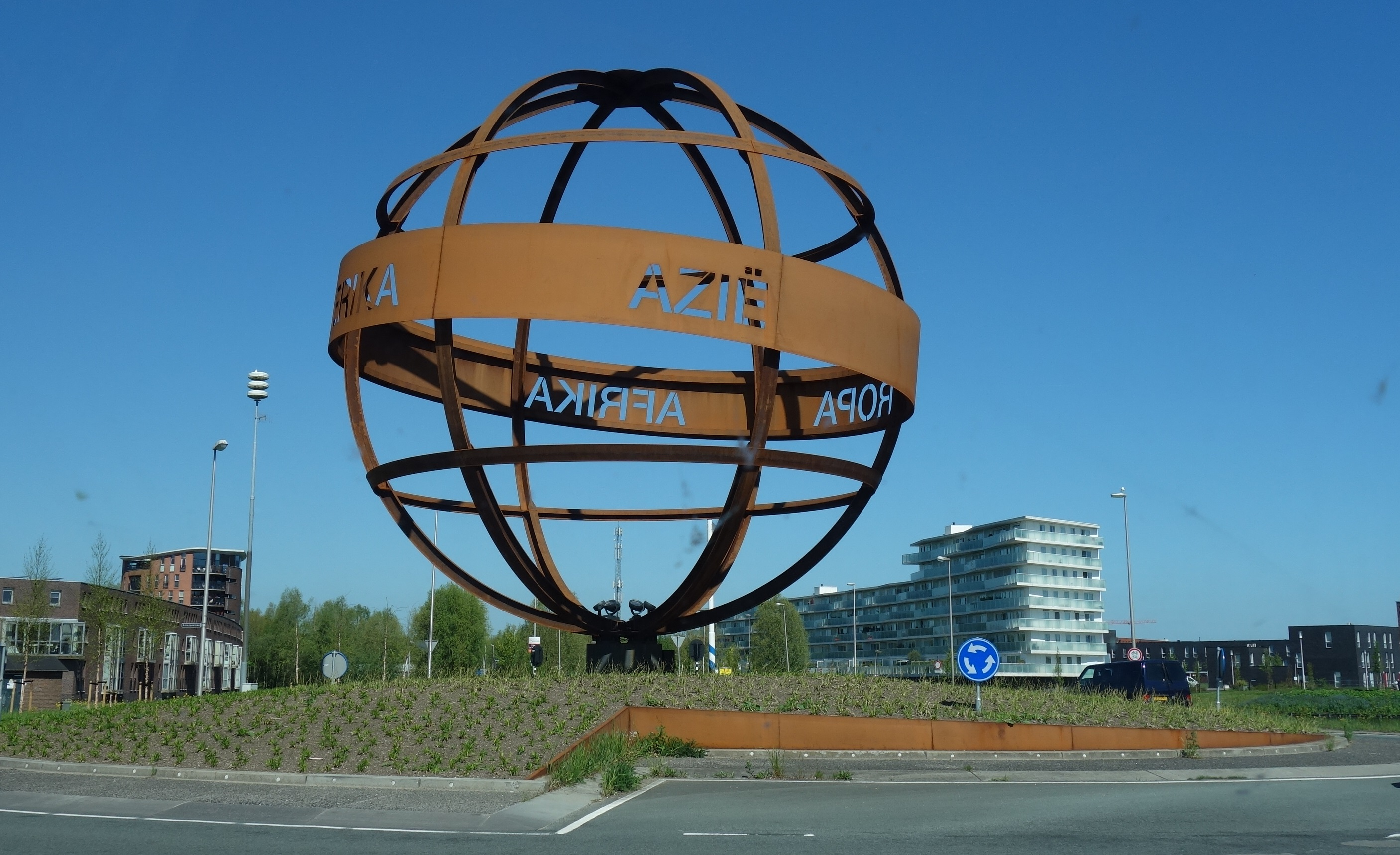
Wereldbol aan de Laan der Continenten

De wijk Weidevenne beschikt over een winkelcentrum met supermarkten en onder meer een huishoudelijke en speelgoedwinkel en voorzien van pinautomaten en een gezondheidscentrum.  Sinds december 2007 beschikt Weidevenne over een eigen treinstation waar de sprinter vanuit Hoorn richting Zaandam en Schiphol stopt.
Ook bus 108 rijdt hier al sinds de bouw van de Weidevenne, zelfs toen het nog 1 grote zandvlakte was reed de bus er al. Eerst met NZH, sinds 1999 Connexxion, tot aan de rotonde Eufraatlaan/Gangeslaan, later tot aan het Retiropark. Sinds 2005 met Arriva tot aan de Vuurtorengracht/Tramplein en sinds 2011 als lijn 308 van EBS tot aan de Neckerstraat. Verder rijden de bussen 101, 102 en 103 door Weidevenne.